# Хонеево
Хоне́ево — деревня в Сонковском районе Тверской области, входит в состав Горского сельского поселения.

## География
Расположена на речке Пьянка в 13 километрах к северо-западу от районного центра Сонково, в 1,5 км от центра сельского поселения деревни Горка. К северу от деревни проходит железнодорожная линия Бологое — Сонково — Рыбинск, на ней в 2 км от деревни станция Подобино. 

## История
Бывшее село. По данным 1859 года казённое село Хонеево, имеет 53 двора, 288 жителей. Во второй половине XIX — начале XX века село было центром прихода Бокаревской волости Бежецкого уезда Тверской губернии, в 1887 году 69 дворов, 423 жителя.
В 1997 году — 35 хозяйств, 50 жителей.

## Население
| 1859 | 2010 |
| ---- | ---- |
| 288  | ↘23  |

Население по переписи 2002 — 38 человек, 16 мужчин, 22 женщины.

## Достопримечательности
- Спасская церковь с 3 престолами, построенная в 1809 году[4][5].

## Известные люди
Уроженцы села Хонеево:
- М. С. Чудов (1893—1937), участник борьбы за установление Советской власти в Бежецком уезде.
- В. Г. Нечаев (1914—1941), Герой Советского Союза.

На сельском кладбище похоронен Герой Советского Союза В. В. Артамонов (1926—1945).